# Die Teufelskäthe
Die Teufelskäthe (tschechisch: Čert a Káča), op. 112 (B 201) ist eine dreiaktige Oper von Antonín Dvořák. Sie entstand in den Jahren 1898 und 1899. Das Libretto schrieb Adolf Wenig nach dem Märchen vom dummen Teufel und dem forschen Mädel Käthe von Božena Němcová. Die Uraufführung fand am 23. November 1899 im Prager Nationaltheater statt. Die deutsche Erstaufführung fand 1909 in Bremen statt. Die Übersetzung besorgte Richard Batka. Weiterhin wurde sie in Wien (1924), Katowice (1930), Oxford (1932) und Poznań (1934) aufgeführt. Nach dem Zweiten Weltkrieg folgten Wrocław, Ljubljana, Zagreb und Linz.
Die Partitur der Oper erschien erstmals 1900 bei Urbanek in Prag. Weitere Ausgaben wurden 1951 bei Orbis und 1972 bei Editio Supraphon veröffentlicht.

## Handlung

### Erster Akt
In einer Gastwirtschaft
Dörfler feiern ausgelassen die Kirchweih. Doch der Schäfer Jirka muss auch am Sonntag dem Verwalter zu Diensten sein. Er verlässt die Tenne, als die im Dorf wegen ihres losen Mundwerks verhasste Katinka sie in Begleitung ihrer Mutter betritt. Die Musikkapelle begleitet ihn noch bis zu seinem Arbeitsplatz und spielt dabei für ihn sein Lieblingslied.
Katinka wartet nun vergebens darauf, zum Tanzen aufgefordert zu werden. Obwohl sie für ihr Leben gern tanzt, machen die jungen Burschen einen großen Bogen um sie. Klagend wendet sie sich an ihre Mutter, aber die antwortet nur, dass sie gleich gesagt habe, es wäre gescheiter gewesen, zu Hause zu bleiben. Das hört Käthe nicht gern und verkündet lauthals, dass sie mit jedem tanzen würde, selbst wenn es der Teufel persönlich wäre.
Prompt erscheint der Teufel Marbuel, als Jäger verkleidet, in der Schenke. Er grüßt die Anwesenden freundlich und fragt sie nach ihrem Verhältnis zur Obrigkeit aus, um in Erfahrung zu bringen, ob die Seelen des Verwalters und der Fürstin in seinen Zuständigkeitsbereich fallen. Dann bedankt er sich für die erteilten Auskünfte und setzt sich zu Käthe und ihrer Mutter an den Tisch, um einen Krug Bier zu trinken. Er bändelt mit Katinka an und lädt sie zum Trinken ein. Diese kokettiert zur Belustigung der Umstehenden unbeholfen mit dem feschen Waidmann und erzählt, dass sie gern tanzen würde, aber nicht mit den unmanierlichen, gemeinen Kerlen aus ihrem Dorf. Daraufhin bestellt Marbuel ein Solo bei den Musikern und beginnt Käthe im Saale herumzuwirbeln. Nach kurzer Zeit lässt sie sich erschöpft auf einen Stuhl fallen und träumt davon, immerdar so zu tanzen, woraufhin Marbuel ihr vorschlägt, ihn in seine Heimat zu begleiten.
Da erscheint Jirka wieder mit finsterer Miene und gesenktem Kopf. Er erzählt, wie ihn der Herr hinausgeworfen hat, weil es ihm nicht gepasst hat, dass er sich mit Musik zur Arbeit begleiten lässt. Mit dem Stock wollte er ihn züchtigen, den Jirka ihm abnahm und zerbrach. Dann wurde er zum Teufel gejagt.
Marbuel ist indes dabei, Katinka zum Mitkommen zu bewegen. Nach kurzem Überreden willigt sie ein, der Teufel schnappt sie und sie verschwinden in einem Loch im Boden, aus dem schwefliger Rauch steigt.
Die Wirtshausgäste verharren in stummer Erstarrung. Käthes Mutter beginnt zu jammern, aber Jirka erklärt sich bereit, sie zurückzuholen.

### Zweiter Akt
In der Hölle
Lautstark vergnügen sich in der Hölle die Teufel und loben die Leidenschaft des Spiels und die unheilbringende Macht des Goldes. Da tritt Luzifer auf den Plan und beschwert sich über die Ruhestörung. Dann erkundigt er sich, ob Marbuel vom Seelenfang auf der Erde schon heimgekehrt ist.
Der Torhüter verneint, aber da klopft es auch schon ans Höllentor. Marbuel wird eingelassen, Käthe auf dem Rücken tragend. Die beschwert sich sogleich darüber, betrogen worden zu sein, und klammert sich an den Hals ihres Entführers, den sie nicht freizugeben schwört, ehe er sie nicht auf die Erde zurückgebracht hat. Die anderen Teufel raten Marbuel, das Weib einfach abzuwerfen, und versuchen, ihm dabei zu helfen. Sie trägt aber ein Kreuz um den Hals, das sie beschützt.
Da pocht es erneut ans Höllentor, und Jirka tritt ein. Er kommt, um Käthe zurückzuholen. Doch die weigert sich mitzukommen und verlangt, dass Marbuel sie zurückträgt. Da lässt Luzifer goldene Ketten holen, die die Widerspenstige zum Nachgeben bewegen sollen. Als sie aber von ihrem Peiniger ablässt, verschwindet der Teufel mit dem Schmuck, und sie verfolgt ihn.
Der nun erlöste Marbuel wird von Luzifer nach den Resultaten seiner Nachforschungen befragt. Daraufhin entscheidet Luzifer, dem Verwalter noch eine Frist zu geben, die Fürstin aber in die Hölle holen zu lassen.
Das könne Marbuel auf dem Rückweg erledigen, wenn er Käthe zurückbringt. Die kommt nun freudestrahlend mit dem Geschmeide zurück und besichtigt ein wenig die Innenarchitektur.
Marbuel hat unterdessen einen Plan entwickelt, wie er Katinka loswird. Er fragt Jirka, ob er nicht bereit wäre, sie mitzunehmen. Der verlangt dafür aber auch etwas von dem Höllengold. Marbuel rät ihm, dies nicht zu begehren, da es nach dem Austritt aus der Hölle zu welken Blättern zerfällt. Er verspricht ihm aber eine andere Belohnung.
Wenn Neumond ist, wird Marbuel ins Schloss kommen und so tun, als ob er den Verwalter holen wolle. Jirka soll zu diesem Zeitpunkt im Schloss sein und zum Schein zu ihm sagen, dass es ihm übel ergehen könne, wenn er nicht sogleich verschwinde. Wenn der Plan gelingt, wird der Verwalter sich seinem Beschützer gewiss erkenntlich zeigen. Die Fürstin aber solle er nicht zu retten versuchen, da ihr Seelenheil unwiderruflich verwirkt sei. Jirka schlägt ein.
Jetzt soll Katinka überlistet werden. Man gibt vor, ein Fest geben zu wollen, und richtet alles dafür her. Bei Käthe erwacht die Tanzlust, und Jirka dreht sie im Kreise zur Höllenpforte hinaus. Hinter ihnen kracht das Tor ins Schloss, und alle Teufel, besonders Marbuel, sind froh, Katinka los zu sein.

### Dritter Akt
Im Schloss
In Gedanken versunken steht die Fürstin am Fenster und sieht auf den Schlosspark. Ein Orakel prophezeite ihr auf einem prachtvollen Fest, dass sie der Hölle verfallen sei, worauf alle Gäste flohen. Nun ist sie allein und sieht sich mit ihren Fehltritten konfrontiert, die Reue quält sie. Sie klingelt nach der Zofe, die sie trösten soll. Diese erzählt ihr, dass der Teufel beim Verwalter eingedrungen ist und ihn in die Hölle zerren wollte. Der Schäfer jedoch errettet ihn. Er wird nun wohl auch sie retten, und so schickt man nach ihm.
Während die Nacht hereinbricht, wächst die Angst der Fürstin immer mehr. Da tritt der Marschall mit zwei Lakaien ein und meldet Jirka. Der macht der Hochwohlgeborenen zunächst Vorhaltungen wegen ihrer grausamen Regentschaft. Flehend verspricht die Fürstin Besserung ihres Verhaltens, wenn sie nur nicht den Weg ins Höllenfeuer antreten muss. Als Beweis dafür verlangt der Schäfer die Abschaffung des Frondienstes. Das Entsetzen beim Marschall und den Höflingen ist groß, aber die Freudenrufe der draußen versammelten Volksmenge über die baldige Höllenfahrt der Fürstin bringen diese zum Einlenken. Sie gibt dem Marschall den Auftrag, der Menschenmenge zu verkünden, dass der Frondienst ab sofort abgeschafft sei. Die Jubelrufe des Volkes wecken Zuversicht.
Jirka hat Katinka mitgebracht, die sich jedoch noch im Verborgenen hält. Die Betrogene will sich diesmal nicht mit einem Haufen vertrockneter Blätter abspeisen lassen. Im Nebenraum wartet sie und wird Marbuel ergreifen, sobald er den Raum betritt.
Bei ausgelöschtem Licht erwartet man die Ankunft des Teufels. Da wandelt sich das fahle Licht in ein blutrotes, das Fenster wird aufgestoßen, und Marbuel betritt den Raum. Er fordert die Fürstin auf, sich zur Reise zu rüsten. Angsterfüllt fällt diese auf die Knie, doch da springt auch schon die Tür zum Hinterzimmer auf, und der eintretende Jirka empfiehlt dem Teufel, sich schleunigst zu retten. Käthe ist hier und will ihn schnappen, weil er sich ihr gegenüber nicht anständig verhalten hat. Da packt den Gesandten der Hölle die Angst, und als Käthe im Türrahmen erscheint, ist er auch schon mit einem gewaltigen Satz zum Fenster hinaus.
Die sichtlich erleichterte Fürstin sichert Jirka einen Ministerposten zu. Käthe erhält für ihre Mithilfe das schönste Häuschen in der Stadt. Das eintretende Volk huldigt zunächst der nun großzügigen und barmherzigen Fürstin und feiert sodann den Sieg der beiden Mutigen aus ihren eigenen Reihen über den Teufel.